# Marian Wright Edelman
Marian Wright Edelman (ur. 6 czerwca 1939 w Bennettsville) – amerykańska aktywistka, działaczka na rzecz obrony praw dziecka, prezes i założycielka Children's Defense Fund, przez całe życie zawodowe była rzecznikiem Amerykanów znajdujących się w trudnej sytuacji życiowej.

## Wczesne lata
Marian Wright Edelman urodziła się 6 czerwca 1939 roku w Bennettsville (Karolina Południowa). Kiedy miała 14 lat, w 1953 roku, kiedy umierał jej ojciec, w ostatnich słowach usłyszała od niego: „Nie pozwól na to, by coś stanęło na przeszkodzie w twojej edukacji”.
Uczęszczała do Marlboro High School Training w Bennettsville, później do Spelman College. Dzięki stypendium podróżowała po świecie i studiowała w ZSRR. Była zaangażowana w ruch praw obywatelskich, za którą to działalność została aresztowana. Po tym wydarzeniu postanowiła rozpocząć studia w Yale Law School. Tam w 1963 roku uzyskała tytuł doktora nauk prawnych.

## Działalność
Edelman jest pierwszą Afroamerykanką, która została przyjęta  do The Mississippi Bar. Swoją praktykę prawniczą rozpoczęła w NAACP Legal Defense and Educational Fund w biurze w Missisipi, skupiając swoją działalność na kwestiach dotyczących nierówności, a wynikających z podziałów ze względu na rasę. W 1964 roku pomogła w ustanowieniu i rozpoczęciu działalności programu Head Start mającego na celu głównie pomoc w edukacji dzieci.
W 1968 roku Edelman przeprowadziła się do Waszyngtonu, gdzie kontynuowała swoją pracę. W rezultacie przyczyniła się do zorganizowania „kampanii biednych ludzi” pod przewodnictwem Martina Luthera Kinga i Southern Christian Leadership Conference. Zorganizowała w Waszyngtonie kancelarię prawną interesu publicznego, a także zajęła się zagadnieniami związanymi z rozwojem i potrzebami dzieci.
W 1973 roku założyła Children's Defense Fund (Fundusz Obrony Dzieci) jako organizację podejmującą zagadnienia mające na celu poprawę warunków bytowych dzieci, dzieci afroamerykańskich, czy dzieci niepełnosprawnych. Organizacja służy także wsparciu centrum badawczego do spraw dzieci, zajmującego się problemami dzieci, dokumentowaniu problemów dzieci w potrzebie i generowaniu możliwych rozwiązań. Zaangażowała się także w rozwiązanie problemu segregacji rasowej mającego miejsce w kilku szkołach. Marian Wright Edelman podjęła także działania mające na celu uświadamianie młodzieży o sposobach zapobiegania ciąży, finansowania opieki nad dziećmi, finansowania opieki prenatalnej, uświadamianiu o odpowiedzialności rodzicielskiej i wartości dydaktycznej wychowania, a także uświadamiania młodych rodziców o zagrożeniach, jakie niosą ze sobą brutalne obrazy przekazywane za pośrednictwem środków masowego przekazu.
Marian Wright Edelman zasiada w zarządzie Robin Hood Foundation z siedzibą w Nowym Jorku, organizacji charytatywnej skupiającej swoje działania wokół spraw związanych z eliminacją ubóstwa.

## Nagrody i wyróżnienia
- 1985 MacArthur Fellowship
- 1985 Barnard Medal of Distinction
- 1986 Doctor of Laws, honoris causa Bates College
- 1988 Albert Schweitzer Prize for Humanitarianism
- 1991 Award for Greatest Public Service Benefiting the Disadvantaged, an award given out annually by Jefferson Awards[3].
- 1992 Boy Scouts of America, Silver Buffalo Award
- 1995 Community of Christ International Peace Award
- 1996 The 2nd Annual Heinz Award in the Human Condition[4]
- 2000 Presidential Medal of Freedom
- Na cześć Marian Wright Edelman biblioteka hrabstwa Marlboro w jej rodzinnym mieście Bennettsville, Karolina Południowa[5][6] została nazwana jej imieniem, i otwarta 22 lutego 2010[7],
- 2011 Rathbun Visiting Fellow at Stanford University
- 2014 Rhode Island School of Design: MLK Celebration Series Annual Honoree and Keynote Speaker[8]